# Borislav Milošević
Borislav Milošević  (8 de julho de 1934 - 29 de janeiro de 2013), nascido em Nikšić em Montenegro, foi um diplomata sérvio que serviu como embaixador iugoslavo para a Argélia, Japão e Rússia. Ele era o irmão mais velho do antigo presidente sérvio e iugoslavo, Slobodan Milošević.
Milošević iniciou sua carreira no setor internacional do Comitê Central da Liga dos Comunistas da Iugoslávia. Sua carreira diplomática começou durante os anos 70 na União Soviética. Graças ao seu excelente conhecimento do russo tornou-se o tradutor pessoal de Tito durante reuniões confidenciais deste com Brezhnev. Em 1998, foi nomeado embaixador da República Federal da Iugoslávia em Moscou.
Perderia a função de diplomata quando Slobodan foi deposto da presidência em 2000. Ele permaneceu em Moscou, dirigindo uma companhia de comércio de petróleo e atuando como um consultor.
Foi um forte defensor das políticas linha dura de seu irmão e um crítico ferrenho do Tribunal Penal Internacional para a antiga Jugoslávia em Haia, que indiciou Slobodan por acusações de genocídio decorrentes das guerras iugoslavas nos anos 1990. Também acusou repetidamente o tribunal das Nações Unidas de ser ilegal e de sequestrar seu irmão; posteriormente afirmou que o TPI era responsável pela morte de Slobodan Milošević em 2006. 
Morreu em Belgrado em 29 de janeiro de 2013 após prolongada e grave doença aos 77 anos.